# Mie Brandt
Mie Brandt (født 2. oktober 1962) er en dansk skuespiller. Hun har været kunstnerisk leder af Teatret Zeppelin siden 1998. Har dramatiseret en lang række værker for Teatret Zeppelin og er medlem af Dansk Skuespillerforbund.